# NGC 45
Az NGC 45 egy szabálytalan galaxis a Cetus (Cet) csillagképben.

## Felfedezése
Az NGC 45 galaxist John Herschel fedezte fel 1835. november 11-én.

## Tudományos adatok
A galaxis 467 km/s sebességgel távolodik tőlünk.